# Виноградова, Екатерина Геннадьевна
Екатери́на Генна́дьевна Виногра́дова (урождённая Ивано́ва; род. 3 сентября 1977, Новосибирск) — армянская биатлонистка, в прошлом принимала участие в международных лыжных и биатлонных соревнованиях, представляя Россию, Беларусь и США. Призёр чемпионатов мира, чемпионка Европы в эстафете 2006 года, трёхкратная чемпионка мира по летнему биатлону в эстафете. Занималась биатлоном с 1991 года. Член олимпийской сборной команды Беларуси по биатлону на Олимпийских играх 2006 года.

## Поиски новой команды
После рождения в США сына Виноградова хотела сменить сборную на американскую или российскую, получила разрешение на смену гражданства от Белорусской федерации биатлона, но не получила никаких приглашений, хотя на чемпионате США 2008 года ей удалось выиграть две гонки из трёх. После этого у Виноградовой возникло желание вернуться в сборную Беларуси, но там её готовы принять только без её мужа Сергея Виноградова, который, являясь её личным тренером, пытался заниматься подкупом биатлонисток из Беларуси и России с целью выигрыша на тотализаторе. Также Иванова получила от FIS разрешение на выступления за сборную США по лыжным гонкам. С 2009 года принимала участие в различных североамериканских и американских соревнованиях по лыжным гонкам. С сезона 2010/11 выступает в биатлоне за Армению.

## Кубок мира
- 2002—2003 — 37-е место (71 очко)
- 2003—2004 — 17-е место (358 очков)
- 2004—2005 — 45-е место (72 очка)
- 2005—2006 — 20-е место (264 очка)